# Parvilacerta parva
Espèce
Synonymes
- Lacerta parva Boulenger, 1887

Statut de conservation UICN

 LC  : Préoccupation mineure
Parvilacerta parva est une espèce de sauriens de la famille des Lacertidae.

## Répartition
Cette espèce se rencontre en Turquie et en Arménie. Elle se rencontre de 800 à 2 400 m d'altitude.
Sa présence est incertaine en Iran.

## Description
Cette espèce vit dans des zones d'altitude avec une faible végétation. Elle sort d'hibernation en avril et y retourne en septembre. Les femelles pondent jusqu'à trois fois des séries de deux à cinq œufs chaque année (l'espèce est donc ovipare). Les petits commencent à naître fin juillet et sont matures à l'issue de leur seconde hibernation.

## Étymologie
Le nom de cette espèce, parva, vient du latin parvus qui signifie « petit »

## Publication originale
- Boulenger, 1887 : Catalogue of the Lizards in the British Museum (Nat. Hist.) III. Lacertidae, Gerrhosauridae, Scincidae, Anelytropsidae, Dibamidae, Chamaeleontidae. London, p. 1-575 (texte intégral).